# Lutherweg Sachsen

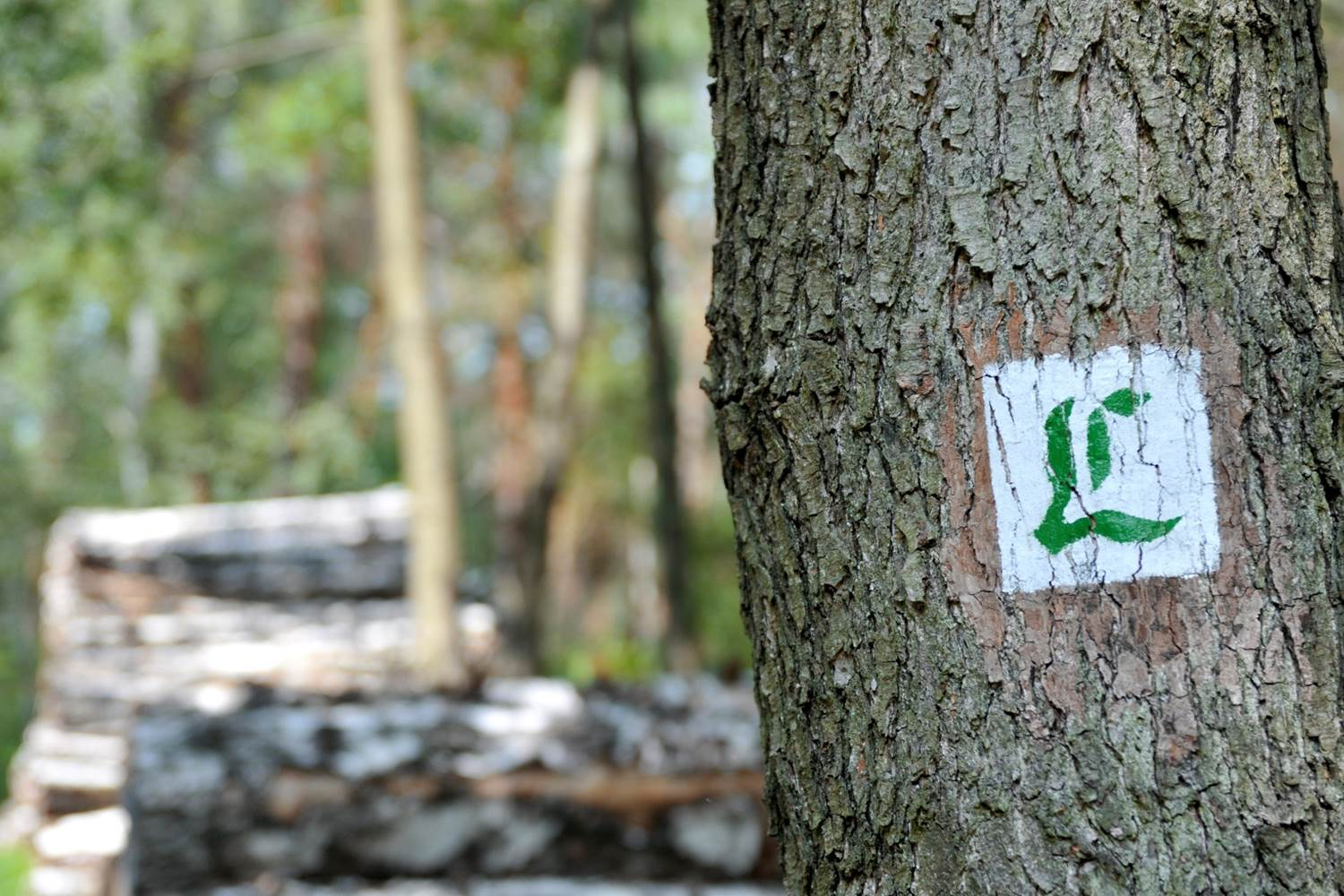
Zu sehen ist eine Farbmarkierung entlang des Lutherweges, dieses Symbol dient dem Wanderer zur Orientierung.

Der Lutherweg Sachsen (auch Lutherweg in Sachsen) ist ein 550 Kilometer langer Rundwanderweg in Sachsen.

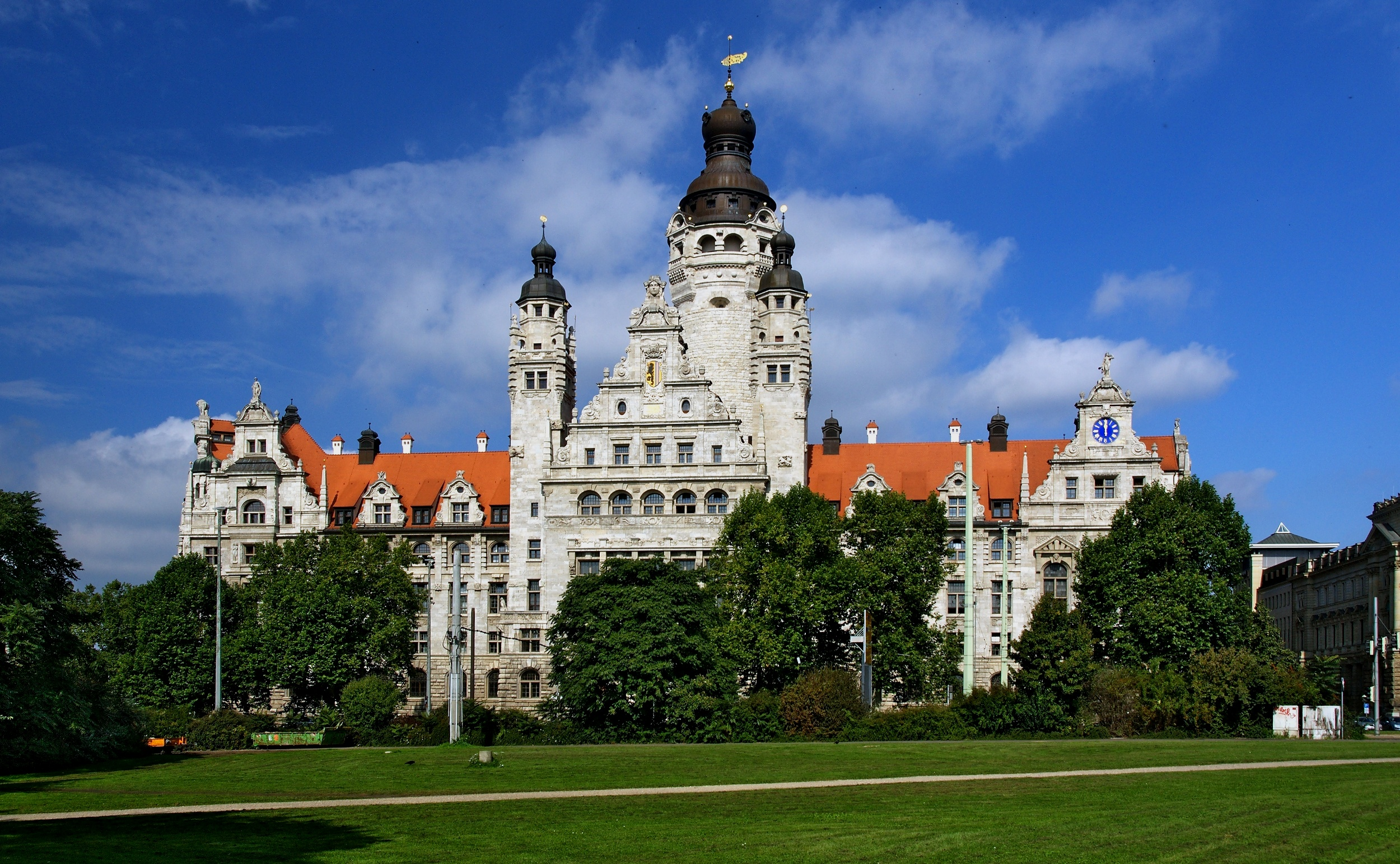
Neues Rathaus Leipzig, hier stand die Pleißenburg, wo Luthers Disputation mit dem Theologen Eck stattfand

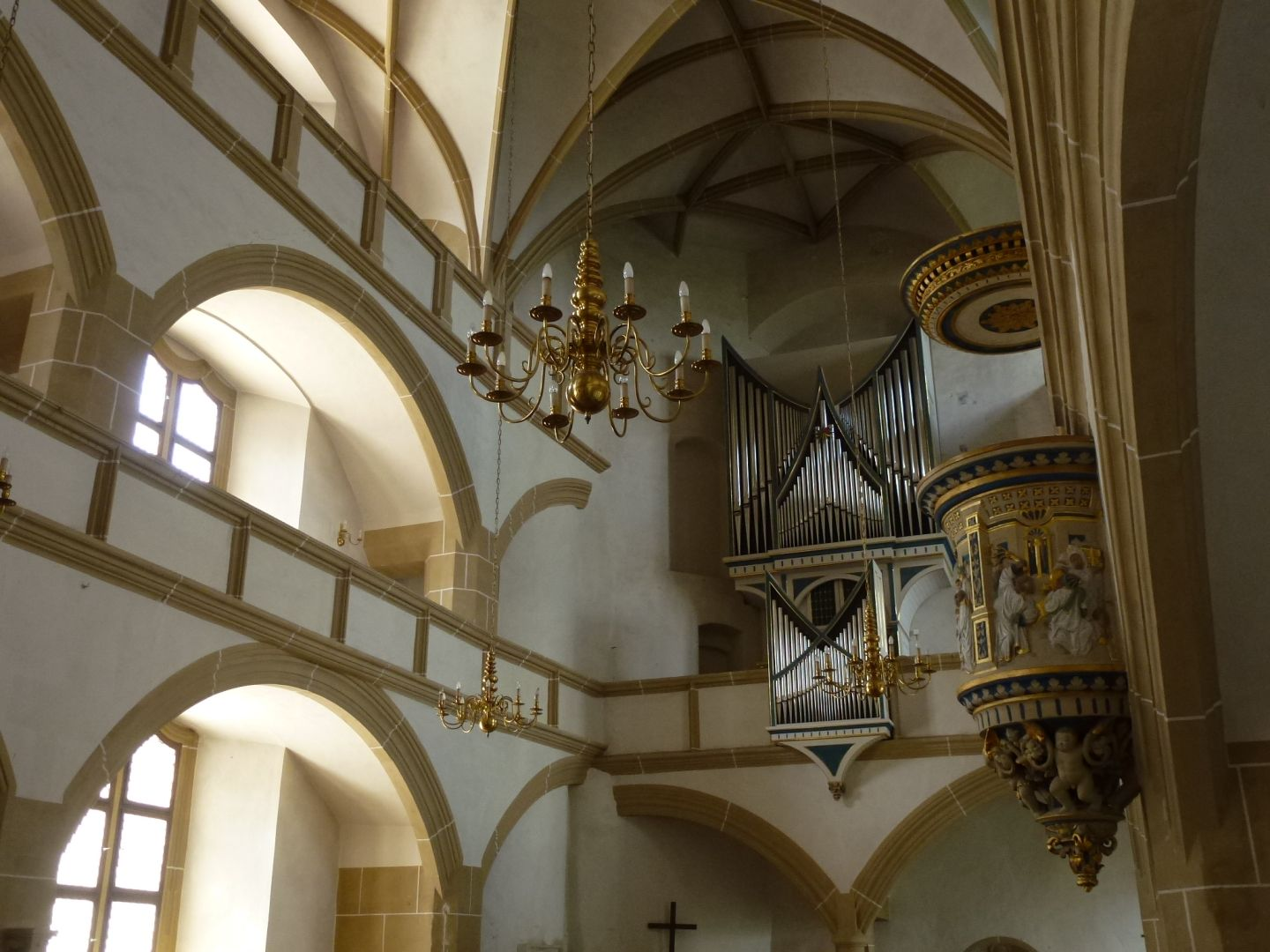
Torgauer Schlosskapelle, von Luther als erster evangelischer Kirchenneubau geweiht

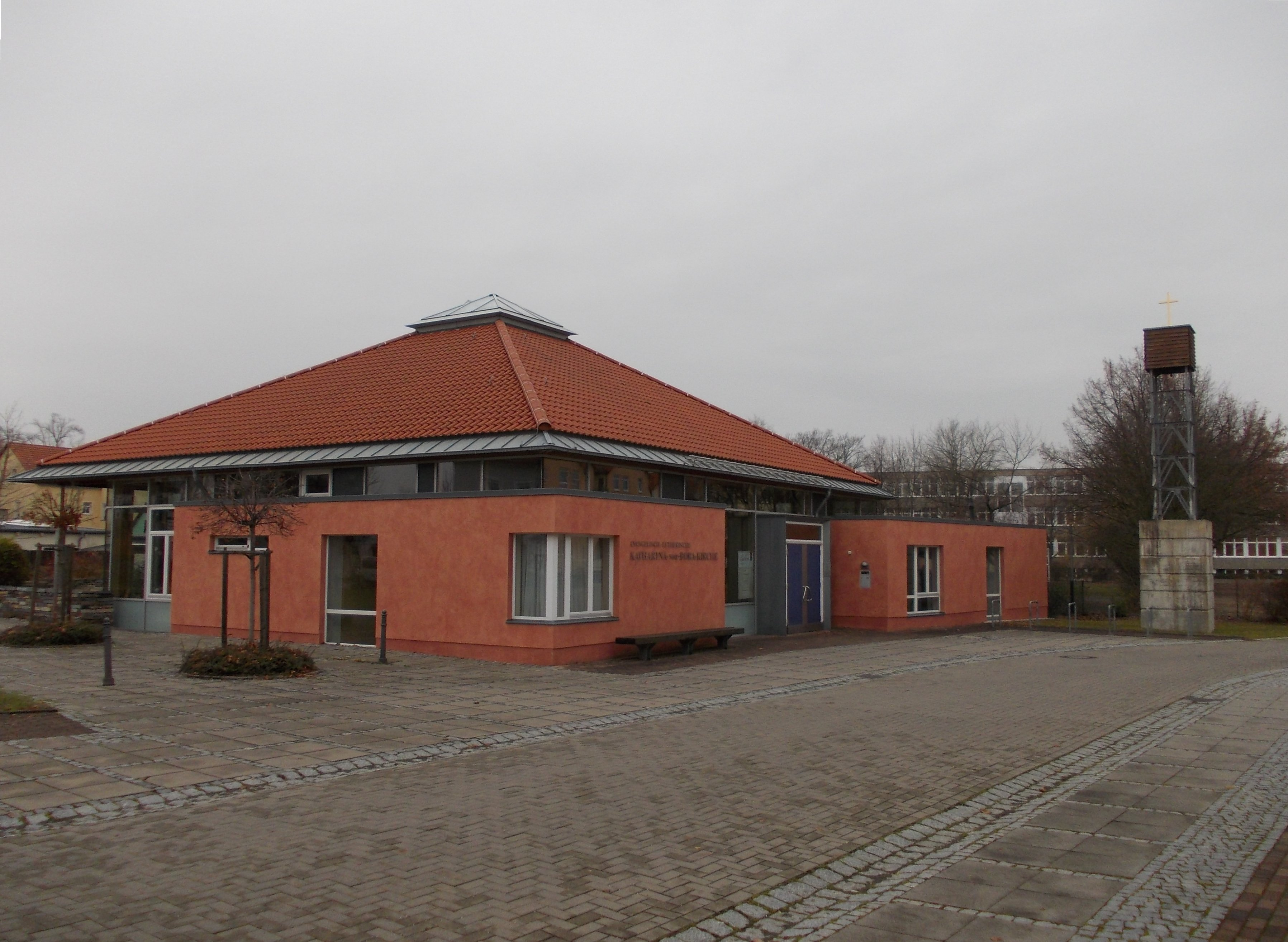
Katharina-von-Bora-Kirche in Neukieritzsch

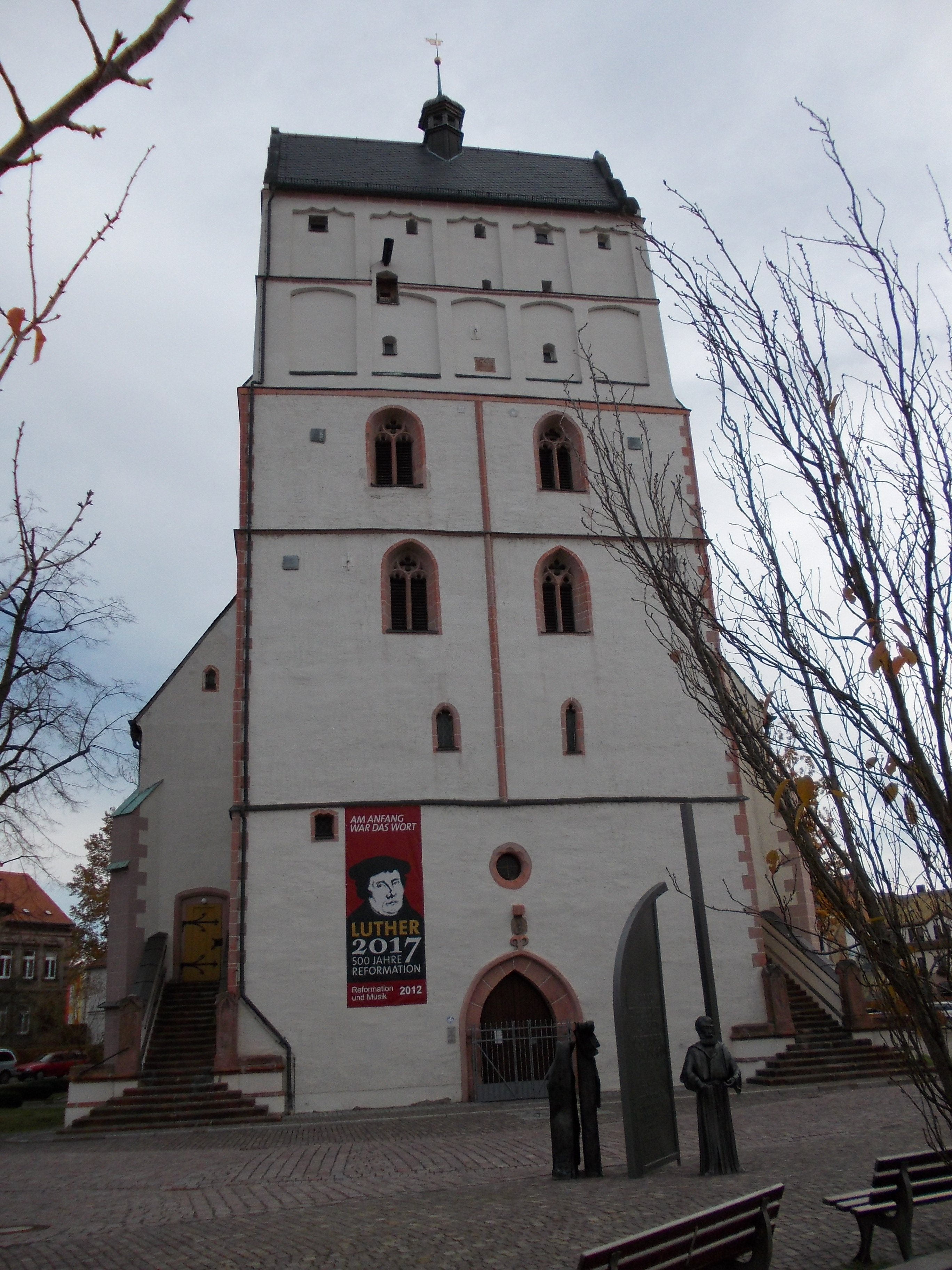
Stadtkirche St. Marien in Borna mit Lutherdenkmal

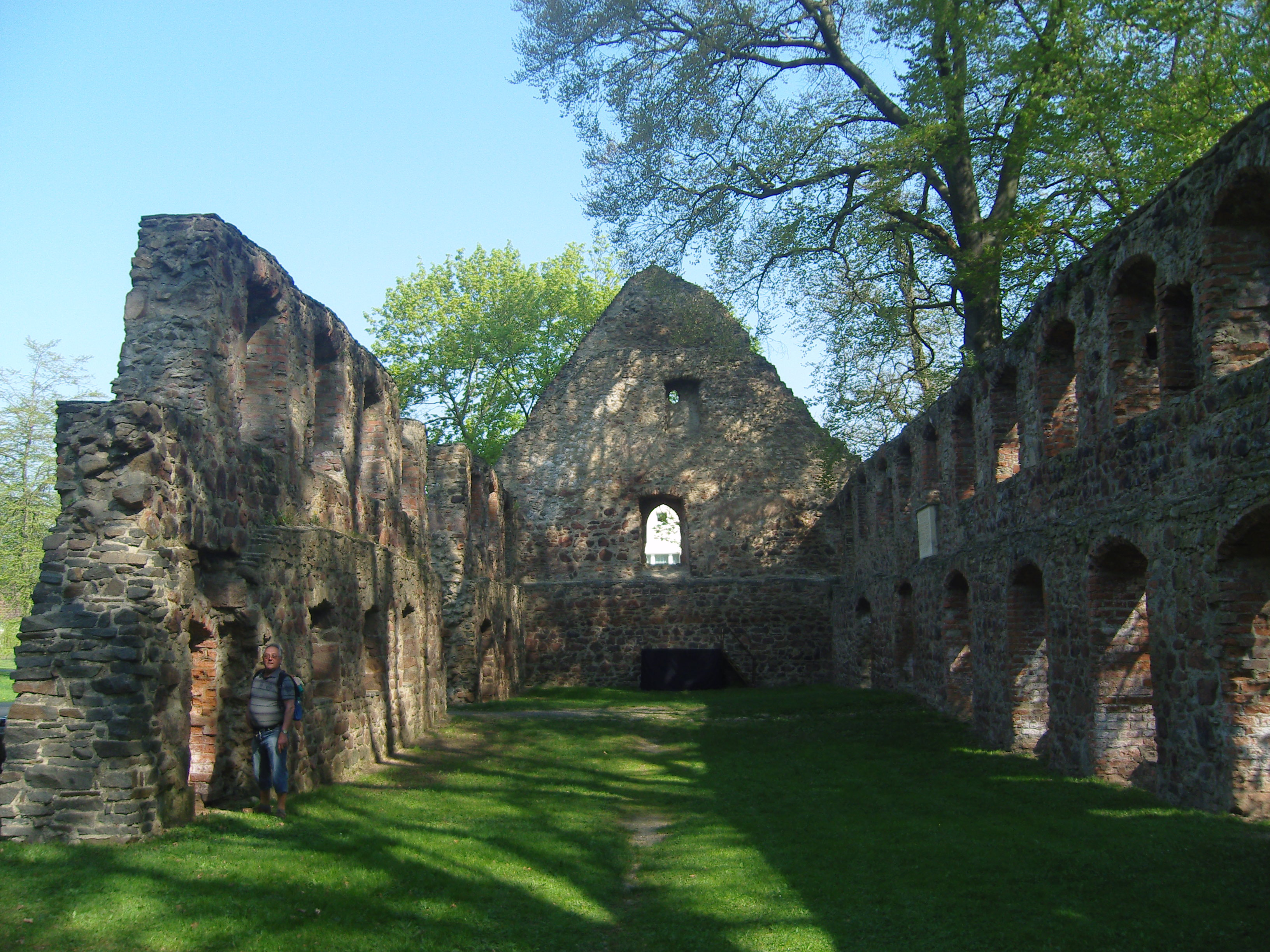
Kloster Nimbschen

Die erste Teilstrecke von Torgau nach Bad Düben wurde im September 2011 vom sächsischen Ministerpräsident Stanislaw Tillich eröffnet. An dieser Feier nahmen Vertreter der Evangelisch-Lutherischen Landeskirche Sachsens und Mitteldeutschlands und auch der katholischen Kirche teil. Der Freistaat Sachsen fördert das Projekt mit 660.000 Euro. Die Gesamtkosten sollen 800.000 Euro betragen. Neben dem Freistaat wird der Wanderweg auch von den beteiligten Kommunen finanziert. Zudem beteiligt sich die Europäische Union mit EU-Fördermitteln an der Finanzierung des Projekts.
Das Landesprojekt zur Luther-Dekade (2008–2017) dient der Vorbereitung des Jubiläums „500 Jahre Reformation“ im Jahr 2017. Ein Ziel des Weges ist es Wirkungsstätten Martin Luthers und weiterer Reformatoren zu verbinden und die Auswirkungen der Reformation in Sachsen aufzuspüren. Der Lutherweg Sachsen ist verbunden mit dem Lutherweg Sachsen-Anhalt und dem Lutherweg Thüringen. Zu diesem Wegenetz gehört auch der Lutherweg Bayern sowie der ca. 400 km lange Lutherweg 1521, der Worms mit der Wartburg bei Eisenach verbindet.
Grundlage der Streckenführung bildete ein von der Evangelisch-Lutherischen Landeskirche Sachsens erstelltes Arbeitsdokument.

## Stationen
- Bad Düben: Den dortigen Übergang über die Mulde hat Luther auf dem Weg von und nach Leipzig mehrfach benutzt. Abzweig nach Kemberg sowie Mühlbeck zum Lutherweg in Sachsen-Anhalt.
- Dreiheide: Luther hat die dortige Kirche besucht, war mit dem Pfarrer Bartholomäus Bernhardi befreundet und hat ihn wahrscheinlich getraut
- Torgau: Luther hat über 40-mal in der Stadtkirche St. Marien gepredigt.
- Schildau: Um 1525 besuchte Luther das im heutigen Ortsteil Sitzenroda gelegene ehemalige Kloster Marienpforte und hielt eine Predigt.
- Wurzen: Im Oschatzer Friedensschluss wurde 1542 u. a. die Einführung der Reformation beschlossen.
- Trebsen: Der dortige Schlossherr Hans von Minckwitz stand mit Luther in Kontakt und förderte die Reformation.
- Grimma: Die spätere Ehefrau Luthers, Katharina von Bora, war Nonne im dortigen Kloster Nimbschen.
- Colditz: Der Pfarrer des heutigen Ortsteils Schönbach Johann Stumpf stand im Briefwechsel mit Luther, der ihn in seinem Streit mit dem Merseburger Bischof unterstützte.
- Leisnig: 1529 wurde ein Freund Luthers dort Superintendent.
- Mügeln: In der Mügelner Stadtkirche wurde bereits 1539 lutherisch gepredigt.
- Döbeln: 1521 kam der verheiratete evangelische Prediger Jacob Seidler nach Döbeln. Er predigte im Rathaussaal. Er wurde wie 13 Ratsmitglieder und Handwerker zeitweilig verhaftet. Jacob Seidler wurde des Landes verwiesen. 1539 wird die Reformation in Döbeln eingeführt.
- Waldheim: 1539 hielt die Reformation in Waldheim Einzug.

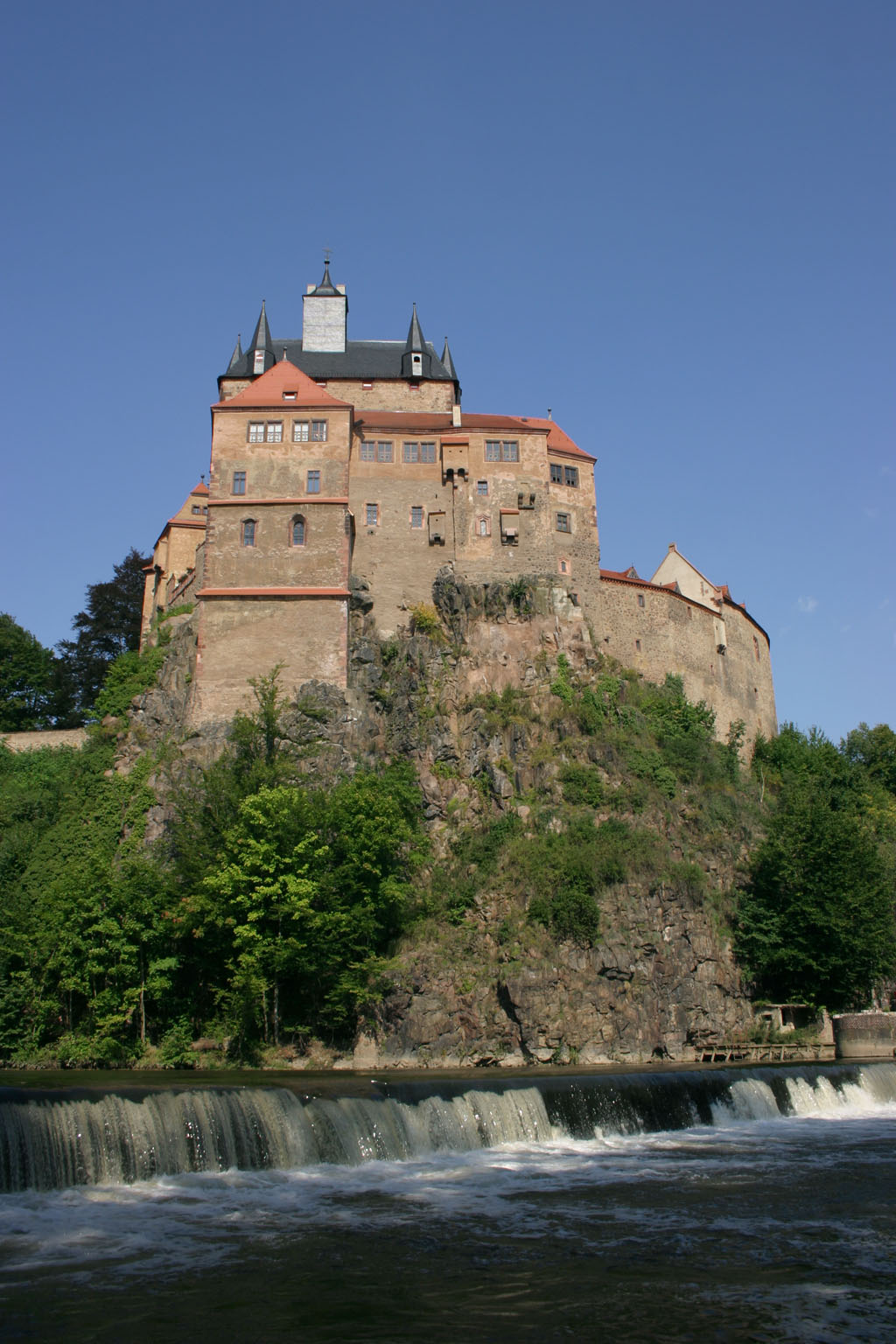
Burg Kriebstein

- Kriebstein: schönste Ritterburg Sachsens mit kompletter Ausmalung, um 1410 entstanden
- Mittweida: Ab 1537 führte Herzogin Elisabeth von Rochlitz die Reformation ein.
- Rochlitz: Der Lehrer, Rektor und Pfarrer Johannes Mathesius gab eine Lutherbiografie und dessen Tischreden heraus.
- Penig: Im Jahre 1539 wurde in Penig die Reformation eingeführt.
- Wolkenburg/Limbach-Oberfrohna: In der Kirche wird der Trauschein eines evangelischen Pfarrers aus dem Jahr 1529 aufbewahrt.
- Glauchau: Schloss mit Sonderausstellung zur Kunst der Reformationszeit
- Zwickau: Thomas Müntzer, zunächst Anhänger und später Gegner Luthers, war hier von 1520 bis 1521 Prediger
- Crimmitschau: St.-Laurentius-Kirche mit Gustav-Adolf-Fenster, auch Luther darstellend. Abzweig nach Altenburg und Gera zum Lutherweg in Thüringen.
- Gnandstein: Familie Einsiedel, die Herren von Burg Gnandstein, bekannte sich als eine der ersten Adelsfamilien in Sachsen zur Reformation. Abzweig nach Altenburg zum Lutherweg in Thüringen.
- Borna: Luther predigte mehrmals in der Bornaer Stadtkirche St. Marien. Abzweig nach Altenburg zum Lutherweg in Thüringen.
- Neukieritzsch: Katharina von Bora lebte dort lange Zeit und wurde eventuell dort geboren.
- Leipzig: Luther und Andreas Karlstadt trafen 1519 mit dem katholischen Theologen Johannes Eck zur „Leipziger Disputation“ zusammen, Luther predigte mehrfach in Leipzig.
- Eilenburg: Luther predigte dort mehrfach.
- Löbnitz: Luther war mehrfach zu Gast beim Patron der dortigen Dorfkirche Löbnitz Ernst von Schönfeldt. Dessen Frau war eine der mit Katharina von Bora aus dem Kloster Nimbschen geflüchteten Nonnen.[3]